# Бауэр, Канди
Канди Бауэр (нем. Candy Bauer; род. 31 июля 1986, Чопау, Карл-Маркс-Штадт) — немецкий бобслеист-разгоняющий, двукратный олимпийский чемпион в четвёрках (2018 и 2022), трёхкратный чемпион мира 2017 года и 2019 года.

## Спортивная карьера
До 2013 года Канди Бауэр занимался толканием ядра.
В сезоне 2014/2015 года впервые принял участие в этапе Кубка мира во Франции, где в четвёрке с пилотом Франческо Фридрихом занял 3 место. В том же году на чемпионате мира в Винтерберге в экипажах-четвёрках Канди Бауэр был четвёртым.
На чемпионате мира 2017 года Канди Бауэр стал чемпионом мира в четвёрках с пилотом Франческо Фридрихом.
На олимпийских играх 2018 года в Пхёнчхане четвёрка с пилотом Франческо Фридрихом и Канди Бауэром в составе стала олимпийскими чемпионами.

## Результаты

### Олимпийские игры
| Олимпийские игры | Двойки | Четверки |
| ---------------- | ------ | -------- |
| 2018 Пхёнчхан    | —      | 1        |

### Чемпионаты мира по бобслею и скелетону
| Чемпионаты мира | Двойки | Четверки | Смешанные команды |
| --------------- | ------ | -------- | ----------------- |
| 2015 Винтерберг | —      | 4        | —                 |
| 2016 Иглс       | —      | 2        | —                 |
| 2017 Кёнигсзе   | —      | 1        | —                 |